# Тектоніка плит

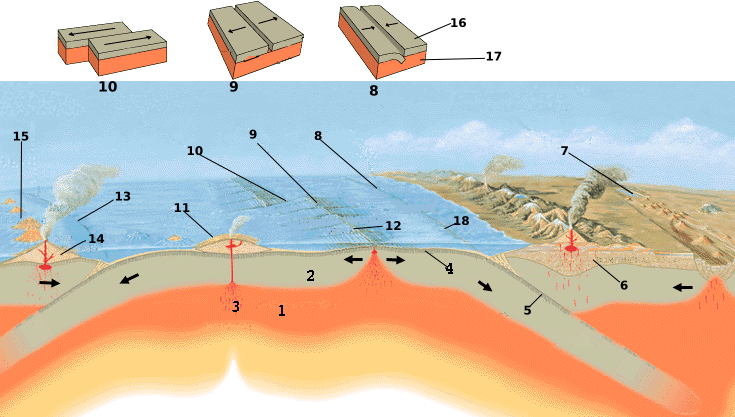
Діаграма основних елементів і процесів теорії Глобальної тектоніки плит:1-Астеносфера; 2-Літосфера; 3-Гаряча точка; 4-Океанічна кора; 5-Субдуктивна плита; 6-Континентальна кора; 7-Континентальний розлом (межа молодої плити) ; 8-Збіжна межа плит; 9-Розбіжна межа плит; 10-Трансформний розлом; 11-Щитовий вулкан; 12-Океанічний хребет; 13-Збіжна межа плит; 14-Стратовулкан; 15-Острівна дуга; 16-Плита; 17-Астеносфера; 18-Океанічний жолоб

Тектонічні плити з векторами їх сучасного руху

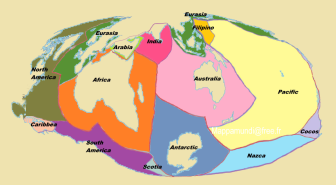
Тектонічні плити за площею

Текто́ніка літосфе́рних плит — сучасна геологічна теорія, згідно з якою літосфера розділена на великі плити, які рухаються по астеносфері в горизонтальному напрямку. Біля серединно-океанічних хребтів літосферні плити нарощуються за рахунок речовини, яка піднімається з надр, і розходяться в сторони (спрединг). У глибоководних жолобах одна плита находить на іншу і поглинається мантією (субдукція). Там, де плити зіштовхуються між собою, виникає складчаста споруда (колізія). Тектоніку плит деякі геологи розглядають, як сучасний варіант гіпотези мобілізму.

## Назва
Вперше гіпотезу названо «тектонікою плит» в роботі Вайна і Хеса, 1970 року, а вираз «Нова глобальна тектоніка» належить Айзексу та Оліверу.

## Загальна інформація

Схема тектонічних процесів

Тектоніка плит — геотектонічна гіпотеза, що пояснює рухи, деформації і сейсмічну активність верхньої оболонки Землі. Згідно з тектонікою плит літосфера розділена на плити, що відокремлені одна від одної глибинними розломами і які переміщуються по відносно пластичній астеносфері в горизонтальному напрямку. Тектоніка плит — сучасний варіант концепції мобілізму. Основні положення тектоніки плит сформульовані в 1967—1968 рр. групою американських геофізиків У. Дж. Морганом, К. Ле Пішоном, Дж. Олівером, Дж. Айзексом, Л. Сайксом в розвиток більш ранніх (1961—1962 рр.) ідей американських вчених Г. Гесса і Р. Дітца про розширення (спрединг) ложа океанів, передбачених англійським геологом А. Холмсом в 1931 році і англійським вченим О. Фішером (ХІХ ст.), а також німецьким вченим А. Вегенером в його гіпотезі дрейфу материків (дрифтова гіпотеза, 1912). Основна ідея тектоніки плит як тектонічної теорії — розгляд літосфери як системи рухомих блоків літосферних плит, що розсуваються внаслідок спредингу від серединно-океанічних хребтів і підсуваються одна під одну внаслідок субдукції або зіштовхуються при колізії. З її допомогою намагаються пояснити землетруси, вулканічну діяльність (зокрема, вибух вулкана Санторін у 1400 р. до н. е., виверження вулканів Тамборо і Кракатау у XIX ст.) і гороутворення як наслідок великих горизонтальних переміщень поверхневих частин Землі.
До числа великих плит належать: сім великих Тихоокеанська, Євразійська, Північно-Американська, Південно-Американська, Африканська, Індо-Австралійська, Антарктична і вісім малих та мікроплит (Аравійська, Індокитайська, Карибська, Китайська, Кокос, Охотська, Філіппінська, Хуан-де-Фука). Рух літосферних плит по астеносфері складний, у ньому виділяють три типи:
- 1) розходження (дивергенція) в осьових зонах серединно-океанічних хребтів;
- 2) сходження (конвергенція) по периферії океанів, в глибоководних жолобах, де океанські плити підсуваються під континентальні або островодужні;
- 3) ковзання вздовж трансформних розломів.

Розширення ложа океанів в зв'язку з розходженням плит уздовж осей серединних хребтів і народження нової океанської кори компенсується її поглинанням у зонах підсування — субдукції океанічної кори в глибоководних жолобах, завдяки чому об'єм Землі залишається постійним. Рух плит по поверхні астеносфери підкоряється теоремі Л. Ейлера, що описує траєкторії взаємного переміщення зв'язаних точок на сфері як дуги кіл, проведених відносно деяких полюсів обертання; останні розташовані на перетині поверхні Землі віссю, що проходить через центр Землі. Причина переміщення літосферних плит — теплова конвекція в мантії Землі. Експериментальна перевірка цих положень в основному підтвердила їх справедливість. Залишається відкритим питання про початок дії тектоніки плит в історії Землі, оскільки прямі ознаки плитно-тектонічних процесів (офіоліти як показники спредингу, пояси метаморфізму високого тиску як показники субдукції) відомі лише з пізнього протерозою — рифею (за іншою версією з архею або раннього протерозою).

## Основні положення
- Сейсмічні пояси є зонами, де відбуваються диференціальні рухи жорстких (непластичних) плит.
- Первинна реологічна стратифікація верхньої мантії і кори з їх розділенням на літосферу і астеносферу визначає механічну поведінку верхніх шарів Землі.
- Більша частина механічної енергії вивільняється в межах декількох вузьких сейсмічних поясів, а решта енергії — при епейрогенічних рухах.
- Переміщення жорстких (непластичних) тіл на поверхні Землі обмежені суворими геометричними умовами.

З вищенаведених основних положень випливають такі наслідки:
- Розділ на плити не пов'язаний з розділом на океани і материки, позаяк сейсмічні пояси загалом не збігаються з границями між материками і океанами, за винятком Тихоокеанської плити.
- Відносні рухи охоплюють мозаїчну систему плит і нема жодних підстав вважати, що якась одна границя плити є нерухомою в існуючій системі координат. Відповідно, для геологічних задач можна точно вимірювати лише відносні рухи плит.
- Великі переміщення плит завжди приурочені до одних і тих самих послаблених зон, тому не існує простого методу, який би зв'язував тектонічні напруги всередині плит з їх взаємними переміщеннями[3].

Хоча тектоніка плит містить у собі поняття про рух материків, це не те ж саме, що гіпотеза дрейфу материків, запропонована на початку ХХ століття. Цю гіпотезу геологи відкинули через деякі експериментальні та теоретичні неузгодженості. Теорія, прийнята зараз, докорінно відрізняється від колишньої.

## Дивергентні межі (межі розсування плит)
Це межі між плитами, що рухаються в протилежні сторони. У рельєфі Землі ці межі виражені рифтами, у них переважають деформації розтягування, потужність кори знижена, тепловий потік максимальний, і відбувається активний вулканізм. Якщо така межа утворюється на континенті, то формується континентальний рифт, який надалі може перетворитися на океанічний басейн з океанічним рифтом у центрі. В океанічних рифтах в результаті спредінгу формується нова океанічна кора.

### Океанічні рифти

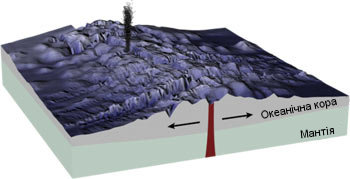
Океанічні хребти

На океанічній корі рифти приурочені до центральних частин серединно-океанічних хребтів. У них відбувається утворення нової океанічної кори. Загальна їх протяжність понад 60 тисяч кілометрів. З ними пов'язано безліч гідротермальних джерел, які виносять у океан значну частину глибинного тепла, і розчинених елементів. Високотемпературні джерела називаються чорними курцями, з ними пов'язані значні запаси кольорових металів.

### Континентальні рифти
Розкол континенту на частини починається з утворення рифта. Кора тоншає і розсувається, починається магматизм. Формується протяжна лінійна западина глибиною порядку сотень метрів, яка обмежена серією скидів. Після цього можливі два варіанти розвитку подій: або розширення рифта припиняється і він заповнюється осадовими породами, перетворюючись на авлакоген, або континенти продовжують розсуватися і між ними, вже в типово океанічних рифтах, починає формуватися океанічна кора.

## Конвергентні межі (межі зіткнення плит)
Конвергентними називаються межі, на яких відбувається зіткнення плит. Можливі три варіанти:
1. Континентальна плита з океанічною. Океанічна кора щільніша, ніж континентальна і занурюється під континент в зоні субдукції.
2. Океанічна плита з океанічною. У такому випадку одна з плит заповзає під іншу і також формується зона субдукції, над якою утворюється острівна дуга.
3. Континентальна плита з континентальною. Відбувається колізія, виникає потужна складчаста область. Класичний приклад — Гімалаї.

У рідкісних випадках відбувається насування океанічної кори на континентальну — обдукція. Завдяки цьому процесу виникли офіоліти Кіпру, Нової Каледонії, Оману та ін.
У зонах субдукції поглинається океанічна кора, і цим компенсується її поява в серединно-океанічних хребтах. У них відбуваються винятково складні процеси, взаємодії кори і мантії. Так, океанічна кора може затягувати в мантію блоки континентальної кори, які внаслідок низької щільності ексгумують назад в кору. Так виникають метаморфічні комплекси надвисоких тисків, один із найпопулярніших об'єктів сучасних геологічних досліджень.
Більшість сучасних зон субдукції розташовані по периферії Тихого океану, утворюючи тихоокеанське вогненне кільце. Процеси, що йдуть в зоні конвергенції плит, по праву вважаються одними з найскладніших в геології. У ній змішуються блоки різного походження, створюючи нову континентальну кору.
Активні континентальні околиці

### Активна континентальна окраїна

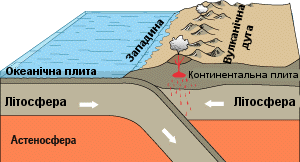
Активна континентальна окраїна

Активна континентальна окраїна виникає там, де під континент занурюється океанічна кора. Еталоном цієї геодинамічної обстановки вважається західне узбережжя Південної Америки, її часто називають андським типом континентальної окраїни. Для активної континентальної окраїни характерні численні вулкани і взагалі потужний магматизм. Розплави мають три компоненти: океанічну кору, мантію над нею і низи континентальної кори.
Під активною континентальною окраїною відбувається активна механічна взаємодія океанічної і континентальної плит. Залежно від швидкості, віку та потужності океанічної кори можливі кілька сценаріїв рівноваги. Якщо плита рухається повільно і має відносно малу потужність, то континент зіскрібає з неї осадовий чохол. Осадові породи мнуться в інтенсивні складки, метаморфізуются і стають частиною континентальної кори. При цьому утворюється структура, що називається акреційний клином. Якщо швидкість занурення плити висока, а осадовий чохол тонкий, то океанічна кора стирає низ континенту і втягує його в мантію.

### Острівні дуги

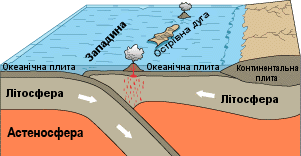
Острівні дуги

Острівні дуги — це ланцюжки вулканічних островів над зоною субдукції, що виникають там, де океанічна плита занурюється під іншу океанічну. Як типові сучасні острівні дуги можна назвати Алеутські, Курильські, Маріанські острови, і багато інших архіпелагів. Японські острови також часто називають острівною дугою, але їх фундамент дуже древній і насправді вони утворені кількома різновіковими комплексами острівних дуг, так що Японські острови є мікроконтинентом.
Острівні дуги утворюються при зіткненні двох океанічних плит. При цьому одна з плит опиняється знизу і поглинається в мантію. На верхній же плиті утворюються вулкани острівної дуги. Вигнута сторона острівної дуги спрямована в бік плити, що поглинається. З цього боку знаходяться глибоководний жолоб і переддуговий прогин.
За острівною дугою розташований задуговий басейн (типові приклади: Охотське море, Південнокитайське море і т. д.), в якому також може відбуватися спрединг.

### Колізія континентів

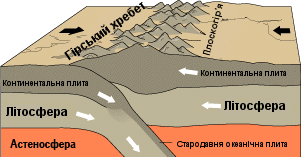
Колізія континентів

Зіткнення континентальних плит призводить до зминання кори і утворення гірських пасом. Прикладом колізії є Альпійсько-Гімалайський гірський пояс, що утворився в результаті закриття океану Тетіс і зіткнення з Євразійською плитою Індостану і Африки. У результаті потужність кори значно збільшується, під Гімалаями вона становить 70 км. Це нестійка структура, вона інтенсивно руйнується поверхневою і тектонічною ерозією. У корі з різко збільшеною потужністю йде виплавка гранітів з метаморфізованих осадових і магматичних порід. Так утворилися найбільші батоліти, наприклад, Ангаро-Вітімський і Зерендінський.

## Трансформні межі

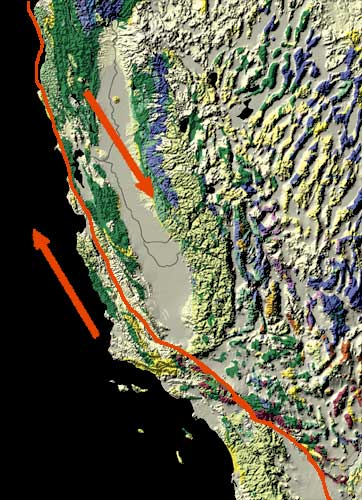
Мапа розлому Сан-Андреас, на якій показано відносний рух земної кори

Іноді дві літосферні плити не розходяться і не посуваються одна під одну, а лише труться краями. Найвідоміший приклад — розлом Сан-Андреас у Каліфорнії, де рухаються Тихоокеанська і Північно-Американська плити. Плити стикаються на час, а потім розходяться, вивільняючи багато енергії і викликаючи сильні землетруси.

### Трансформні розломи
В океанах трансформні розломи йдуть перпендикулярно серединно-океанічним хребтам (СОХ) і розбивають їх на сегменти шириною в середньому 400 км. Між сегментами хребта знаходиться активна частина трансформного розлому. На цій ділянці постійно відбуваються землетруси і горотворення, навколо розлому формуються численні оточуючі структури — насуви, складки і грабени. В результаті, в зоні розлому нерідко оголюються мантійні породи.
По обидві сторони від сегментів СОХ знаходяться неактивні частини трансформних розломів. Активних рухів у них не відбувається, але вони чітко виражені в рельєфі дна океанів лінійними підняттями з центральною депресією.
Трансформні розломи формують закономірну сітку і, очевидно, виникають не випадково, а в силу об'єктивних фізичних причин. Сукупність даних чисельного моделювання, теплофізичних експериментів і геофізичних спостережень дозволила з'ясувати, що мантійна конвекція має тривимірну структуру. Крім основної течії від СОХ, в конвективному осередку за рахунок охолодження верхніх частин потоку, виникають поздовжні течії. Ця остигла речовина спрямовується вниз вздовж основного напрямку течії мантії. У зонах цього другорядного потоку, що опускається, і знаходяться трансформні розломи. Така модель добре узгоджується з даними про тепловий потік: над трансформними розломами спостерігається його зниження.

### Зсуви на континентах
Зсувні межі плит на континентах зустрічаються відносно рідко. Єдиним нині активним прикладом межі такого типу є розлом Сан-Андреас, що відокремлює Північно-Американську плиту від Тихоокеанської. 800-мильний розлом Сан-Андреас — один з найбільш сейсмоактивних районів планети: за рік плити зміщуються один відносно одного на 0,6 см, землетруси з магнітудою понад 6 одиниць відбуваються в середньому раз на 22 роки. Місто Сан-Франциско і велика частина району бухти Сан-Франциско побудовані в безпосередній близькості від цього розлому.

## Процеси всередині плит
Перші формулювання тектоніки плит стверджували, що вулканізм та сейсмічні явища зосереджені на межі плит, але скоро стало зрозуміло, що і всередині плит йдуть специфічні тектонічні і магматичні процеси, які також були інтерпретовані в рамках цієї теорії. Серед процесів, що відбуваються всередині плит особливе місце зайняли явища довготривалого базальтового магматизму в деяких районах, так звані гарячі точки.

### Гарячі точки
На дні океанів розташовані численні вулканічні острови. Деякі з них розташовані в ланцюжках з послідовно змінюваним віком. Класичним прикладом такої підводного пасма став Гавайський підводний хребет. Він піднімається над поверхнею океану у вигляді Гавайських островів, від яких на північний захід йде пасмо підводних гір із безперервно збільшуваним віком, деякі з яких, наприклад, атол Мідвей, виходять на поверхню. На відстані близько 3000 км від Гаваїв пасмо трохи повертає на північ і називається вже Імператорським хребтом. Він переривається в глибоководному жолобі перед Алеутською острівною дугою.
Для пояснення цієї дивної структури було зроблено припущення, що під Гавайськими островами знаходиться гаряча точка — місце, де до поверхні піднімається гарячий мантійний потік, який проплавляє океанічну кору, що рухається над ним. Таких точок зараз на Землі встановлено безліч. Мантійний потік, який їх викликає, називають плюмом. У деяких випадках передбачають виключно глибоке походження речовини плюму, аж до межі ядра-мантії.

### Трапи і океанічні плато
Крім довготривалих гарячих точок, всередині плит іноді відбуваються грандіозні виливи розплавів, які на континентах формують трапи, а в океанах океанічні плато. Особливість цього типу магматизму в тому, що він відбувається за короткий у геологічному сенсі час — близько декількох мільйонів років, але захоплює величезні площі (десятки тисяч км²); при цьому виливається колосальний обсяг базальтів, порівнюваний з їх кількістю, що кристалізується в серединно-океанічних хребтах.
Відомі сибірські трапи на Сибірській платформі, трап плоскогір'я Декан на Індостанському континенті та багато інших. Причиною утворення трапів також вважаються гарячі мантійні потоки, але на відміну від гарячих точок вони діють короткочасно, і різниця між ними не зовсім зрозуміла.
Гарячі точки і трапи дали підстави для створення так званої плюмової геотектоніки, яка стверджує, що значну роль в геодинамічних процесах відіграє не тільки регулярна конвекція, а й плюм. Плюмова тектоніка не суперечить тектоніці плит, а доповнює її.

## Вплив переміщення плит на клімат
Розташування великих континентальних масивів в приполярних областях сприяє загальному зниженню температури планети, оскільки на континентах можуть утворюватися покривні заледеніння. Чим ширше розвинене заледеніння, тим більше альбедо планети і тим нижча середньорічна температура.
Крім того, взаємне розташування континентів визначає океанічну і атмосферну циркуляцію.
Однак така проста схема континенти в приполярних областях — заледеніння, континенти в екваторіальних областях — підвищення температури, виявляється невірною при зіставленні з геологічними даними про минуле Землі. Четвертинне заледеніння дійсно відбулося, коли в районі Південного полюса опинилася Антарктида, і в північній півкулі Євразія і Північна Америка наблизилися до Північного полюса. З іншого боку, найсильніше протерозойське заледеніння, під час якого Земля виявилася майже повністю вкрита льодом, відбулося тоді, коли більша частина континентальних масивів перебувала в екваторіальній області.
Крім того, істотні зміни положення континентів відбуваються за час порядку десятків мільйонів років, в той час як сумарна тривалість льодовикових епох складає порядку декількох мільйонів років, і під час однієї льодовикової епохи відбуваються циклічні зміни заледенінь і Інтергляціал періодів. Всі ці кліматичні зміни відбуваються швидко в порівнянні зі швидкостями переміщення континентів, і тому рух плит не може бути їх причиною.
З вищесказаного випливає, що переміщення плит не грають визначальної ролі в кліматичних змінах, але можуть бути важливим додатковим чинником, що їх «підштовхує».

## Історія переміщень плит

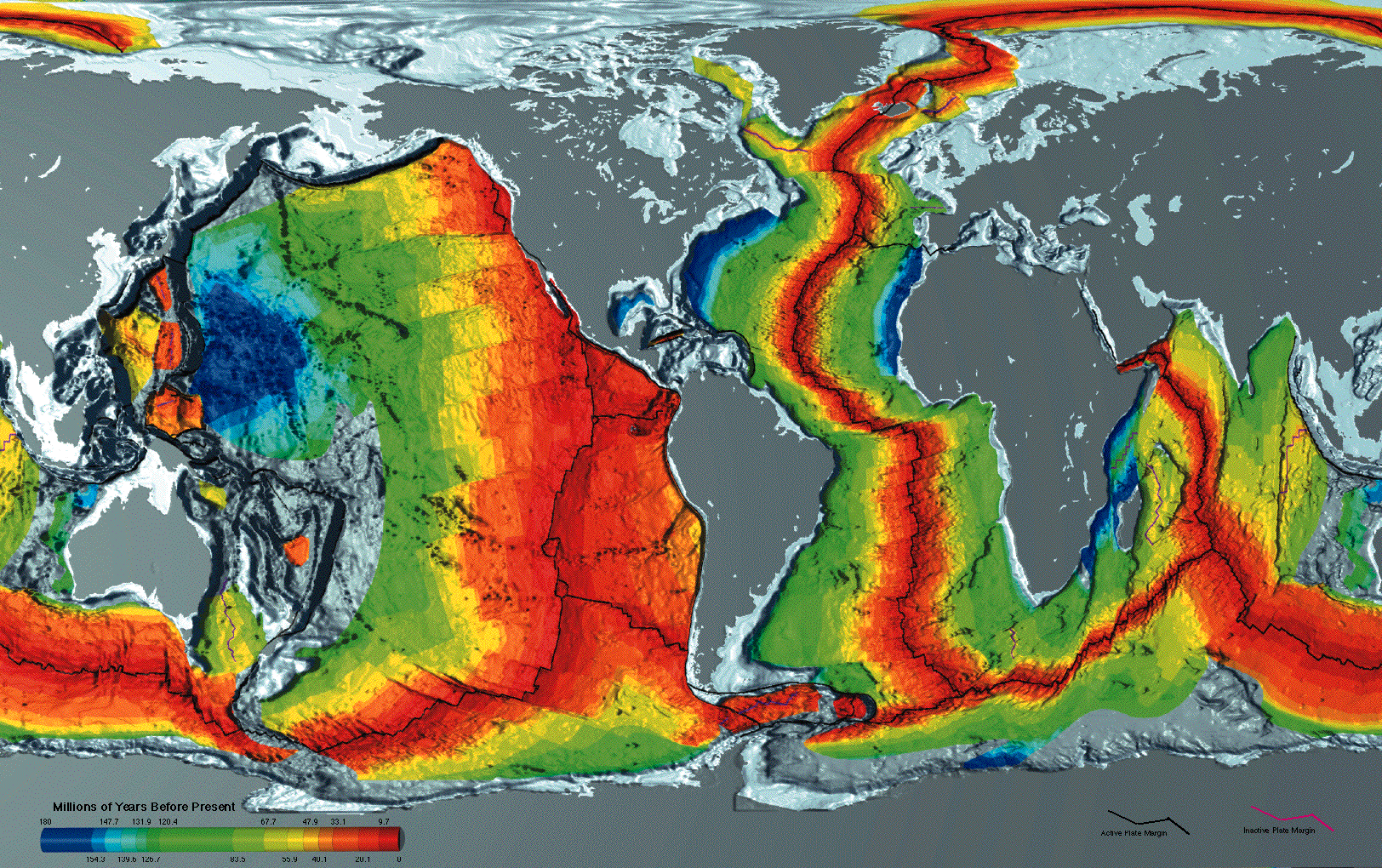
Вік дна океанів (червоний колір відповідає молодій корі).

### Початок тектоніки плит
Перші блоки континентальної кори, кратони, виникли на Землі в археї, тоді ж почалися їх горизонтальні переміщення, але повний комплекс ознак дії механізму тектоніки плит сучасного типу зустрічається тільки в пізньому протерозої. До цього мантія, можливо, мала іншу структуру масопереносу, в якій велику роль відіграли не усталені конвективні потоки, а турбулентна конвекція і плюм.
У минулому потік тепла з надр планети був більшим, тому кора була тоншою, тиск під набагато тоншою корою був теж нижчим. А при істотно нижчому тиску і трохи більшій температурі в'язкість мантійних конвекційних потоків безпосередньо під корою була набагато нижчою за нинішню. Тому в корі, що пливла на поверхні мантійного потоку менш в'язкого, ніж сьогодні, виникали лише порівняно невеликі пружні деформації. І механічні напруги, породжувані в корі менш в'язкими, ніж сьогодні, конвекційними потоками, були недостатні для перевищення межі міцності порід кори. Тому й не було такої тектонічної активності, як у даний час.

### Минулі переміщення плит

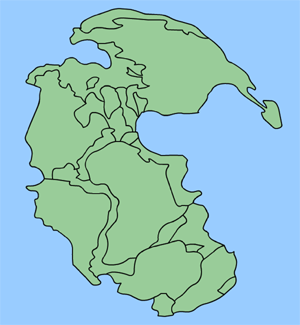
Пангея

Відтворення минулих переміщень плит — один з основних предметів геологічних досліджень. З різним ступенем детальності положення континентів і блоків, з яких вони сформувалися, реконструйовано аж до архею.
З аналізу переміщень континентів було зроблене емпіричне спостереження, що континенти кожні 400—600 млн років збираються у величезний материк, що містить в собі майже всю континентальну кору — суперконтинент. Сучасні континенти утворилися 200—150 млн років тому, в результаті розколу суперконтиненту Пангеї. Зараз континенти знаходяться на етапі майже максимального завершення. Атлантичний океан розширюється, а Тихий океан закривається. Індостан рухається на північ і мне Євразійську плиту, але, мабуть, ресурс цього руху вже майже вичерпаний, і в недалекому геологічному часі в Індійському океані виникне нова зона субдукції, в якій океанічна кора Індійського океану буде поглинатися під Індійський континент.

## Тектоніка плит як система наук
Зараз тектоніку вже не можна розглядати як суто геологічну концепцію. Вона відіграє ключову роль у всіх науках про Землю, в ній виділилося кілька методичних підходів з різними базовими поняттями і принципами.
З точки зору кінематичного підходу, рухи плит можна описати геометричними законами переміщення фігур на сфері. Земля розглядається як мозаїка плит різного розміру, що переміщуються одна відносно одної і самої планети. Палеомагнітні дані дозволяють відновити положення магнітного полюса щодо кожної плити на різні моменти часу. Узагальнення даних за різними плитами призвело до реконструкції всієї послідовності відносних переміщень плит. Об'єднання цих даних з інформацією, отриманою з нерухомих гарячих точок, зробило можливим визначити абсолютні переміщення плит та історію руху магнітних полюсів Землі.
Теплофізичний підхід розглядає Землю як теплову машину, в якій теплова енергія частково перетворюється в механічну. У рамках цього підходу рух речовини у внутрішніх шарах Землі моделюється як потік в'язкої рідини, описуваний рівняннями Нав'є-Стокса. Мантійна конвекція супроводжується фазовими переходами і хімічними реакціями, які відіграють визначальну роль в структурі мантійних течій. Ґрунтуючись на даних геофізичного зондування, результатах теплофізичних експериментів і аналітичних і чисельних розрахунках, вчені намагаються деталізувати структуру мантійної конвекції, знайти швидкості потоків та інші важливі характеристики глибинних процесів. Особливо важливі ці дані для розуміння будови найглибших частин Землі — нижньої мантії та ядра, які недоступні для безпосереднього вивчення, але, безсумнівно, впливають на процеси, що йдуть на поверхні планети.
Геохімічний підхід. Для геохімії тектоніка плит важлива як механізм безперервного обміну речовиною і енергією між різними оболонками Землі. Для кожної геодинамічної обстановки характерні специфічні асоціації гірських порід. У свою чергу, за цими характерними особливостями можна визначити геодинамічну обстановку, у якій утворилася порода.
Історичний підхід. У сенсі історії планети Земля, тектоніка плит — це історія з'єднання і розколювання континентів, народження та згасання вулканічних ланцюгів, появи і закриття океанів і морів. Зараз для великих блоків кори історія переміщень встановлена з великою детальністю і за значний проміжок часу, але для невеликих плит методичні труднощі набагато більші. Найскладніші геодинамічні процеси відбуваються в зонах зіткнення плит, де утворюються гірські ланцюги, складені безліччю дрібних різнорідних блоків — террейнів. При вивченні Скелястих гір зародився особливий напрямок геологічних досліджень — террейновий аналіз, який увібрав у себе комплекс методів з виділення террейнів і реконструкції їх історії.

### Значення тектоніки плит
Тектоніка плит зіграла в науках про Землю роль, порівнянну з геліоцентричною концепцією в астрономії, або відкриттям ДНК у генетиці. До прийняття теорії тектоніки плит, науки про Землю мали описовий характер. Вони досягли високого рівня досконалості в описі природних об'єктів, але рідко могли пояснити причини процесів. У різних розділах геології могли домінувати протилежні концепції. Тектоніка плит зв'язала різні науки про Землю, дала можливість передбачувати процеси.

## Тектоніка плит на інших планетах
У даний час немає підтверджень сучасної тектоніки плит на інших планетах Сонячної системи. Дослідження магнітного поля Марса, проведені в 1999 році космічною станцією Mars Global Surveyor, вказують на можливість тектоніки плит на Марсі в минулому.
Деякі процеси крижаної тектоніки на Європі аналогічні процесам, що відбуваються на Землі.
З інш. планет Сонячної системи деякі ознаки тектоніки плит простежуються на Венері.